# Stabystenen
Stabystenen er et monument  over Stabys historie i tekst og billeder/relieffer, der står ved vejen udenfor Staby kirkegård i Staby, Holstebro Kommune. 
Stenen er et resultat af tidligere skoleleder Rudolf Uhres  meget personlig fortolkning af sognets historie, og blev til i et samarbejde med billedhuggeren Henrik Vilhelm Voldmester fra Husby.
Den blev indviet 4. maj 1995.

## Galleri
Stabystenen har 4 sider
- Østside
- Vestside
- Vikingeskib, relief
- Fisker, relief

## Vikingeskib
Vikingeskibet henviser til at det i vikingetiden var muligt at sejle fra Vesterhavet og helt til Staby.